# Ling Cao
Ling Cao (chinesisch 凌操; † 203) war ein chinesischer Offizier. Er stammte aus Yuhang, wo er um 197 den Banditen Yan Baihu schlug und sich dem Kriegsherrn Sun Ce anschloss. Später folgte er dessen Nachfolger Sun Quan auf einen Feldzug gegen den General Huang Zu, fiel jedoch in der Schlacht von Xiakou gegen dessen Offizier Gan Ning.
Ling Caos Sohn Ling Tong wurde ebenfalls ein Offizier.
| Personendaten    | Personendaten        |
| ---------------- | -------------------- |
| NAME             | Ling, Cao            |
| KURZBESCHREIBUNG | chinesischer General |
| GEBURTSDATUM     | 2. Jahrhundert       |
| GEBURTSORT       | Yuhang               |
| STERBEDATUM      | 203                  |
| STERBEORT        | Xiakou               |